# Dürre in Tuvalu 2011

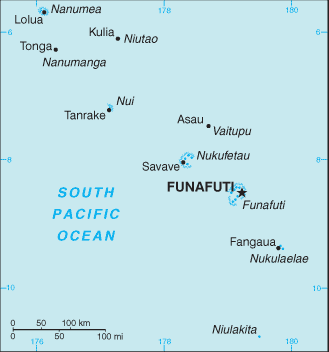
Karte von Tuvalu.

Die Dürre in Tuvalu 2011 (englisch 2011 Tuvalu drought) war eine extreme Trockenheit in Tuvalu, dem Inselstaat im Südpazifik. Ein Notstand wurde am 28. September 2011 ausgerufen und Trinkwasser wurde rationiert.
Das La-Niña-Ereignis, welches die Ursache für die Dürre war, endete im April–Mai 2012. Bereits im August 2012 deutete die El Niño-Southern Oscillation (ENSO) an, dass der tropische Pazifik schon wieder in ein El-Niño-Ereignis überging.

## Hintergrund
Tuvalu wird in unregelmäßigen Abständen durch El Niño- und La Niña-Ereignisse beeinflusst, in denen die Ozeantemperaturen im äquatornahen und zentralen Pazifik starke Schwankungen aufweisen. El Niño-Effekte verstärken die Gefahr von Tropischen Wirbelstürmen (Zyklonen); während La Niña-Effekte die Gefahr von Dürren in Tuvalu mit sich bringen.
Für die Wasserversorgung ist Tuvalu hauptsächlich auf die Speicherung von Regenwasser angewiesen, welches in Tanks gespeichert wird. Normalerweise fallen monatlich zwischen 200 und 400 mm Regen pro Monat.

## Ereignisse

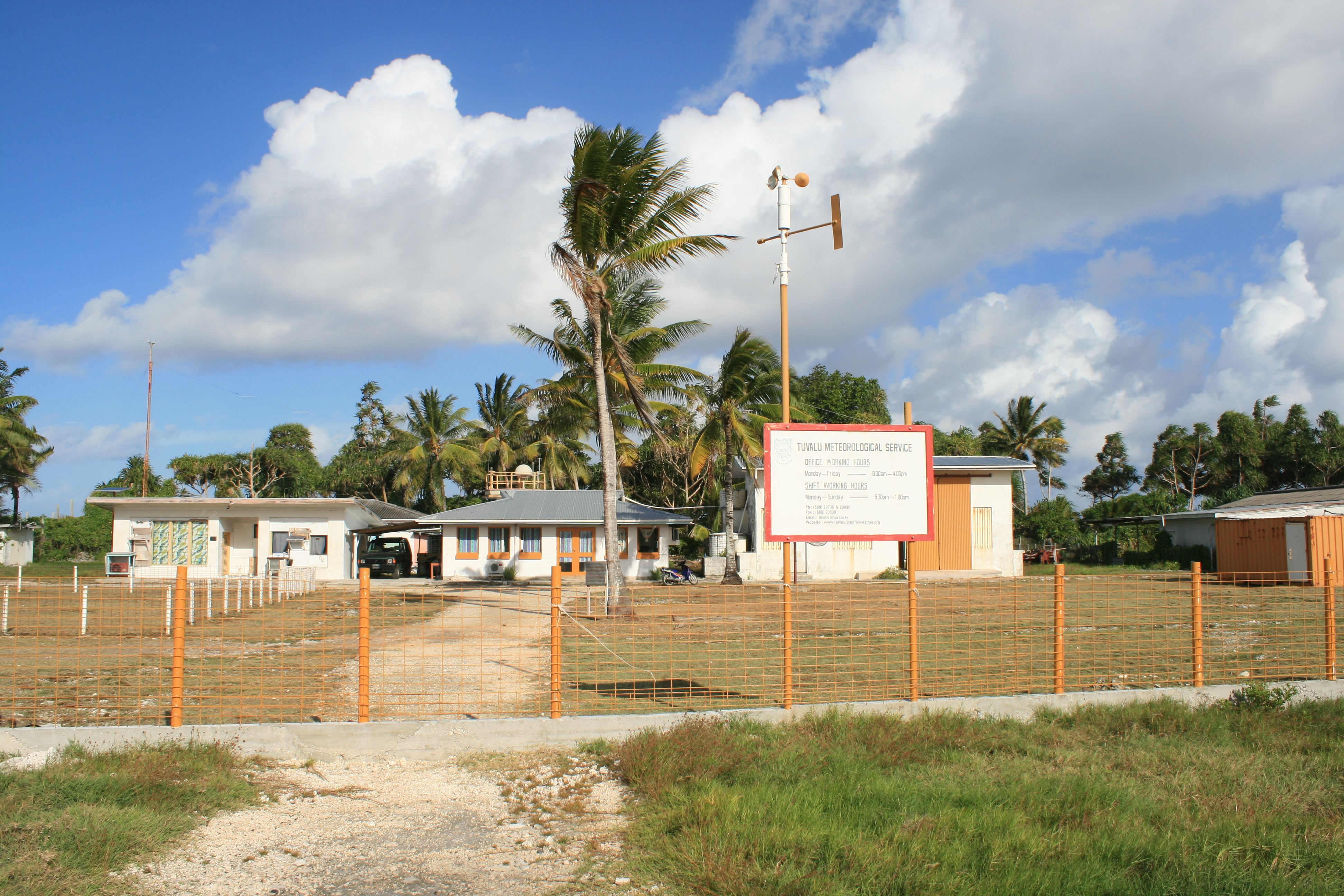
Tuvalu Meteorological Service, Fongafale, Funafuti.

Das Land wurde in der zweiten Hälfte von 2011 von einer überlangen Periode von Trockenheit getroffen, die auf La Niña-Effekte zurückgeführt wurde: Die Abkühlung der Oberflächentemperatur des Ozean rund um Tuvalu führte zu geringerem Niederschlag. Im Oktober 2011 berichtete das Rote Kreuz Tuvalu, dass seit sechs Monaten kein normaler Niederschlag aufgetreten war. Die Hauptstadt, Funafuti, und mehrere der äußeren Atolle waren von der Dürre besonders betroffen. Nukulaelae und Nanumaga waren besonders schwer betroffen. Die Trockenheit auf Nukulaelae betraf auch die große Mehrheit der Pulaka Pits – der Anbauflächen für Pulaka (swamp taro), ein wichtiges Grundnahrungsmittel. Auf Vaitupu war die Dürre ebenfalls heftig, aber nicht so schlimm, wie auf den anderen Inseln.

## Ausrufung  des Notstands
Die Regierung erklärte den Notstand am 28. September 2011 aufgrund der schweren Wasserknappheit in der Hauptstadt Funafuti. Wasser in Funafuti und Nukulaelae wurde rationiert.
Die Haushalte mussten sich auf zwei Buckets (40 l) Trinkwasser pro Tag beschränken. Viele Tuvaluer waren gezwungen importierte Nahrungsmittel zu kaufen, da ihre eigenen Feldfrüchte durch die Dürre ausfielen. Das Princess Margaret Hospital beschränkte die Aufnahme von Patienten, weil die Angst bestand, dass Wassermangel-Krankheiten zunehmen würden.
Der Generalsekretär des Roten Kreuzes von Tuvalu, Tataua Pefe, berichtete, dass der Regenmangel zu einer Kontamination der verbliebenen Grundwasservorrätegeführt habe („It's not safe for consumption … Some animals have died recently and we think it's because of subterranean water“).
Fehlende Niederschläge hatten auch andere Länder und Territorien in der Region beeinträchtigt, so Amerikanisch-Samoa, Samoa, Tokelau und Tonga.

## Internationale Hilfe

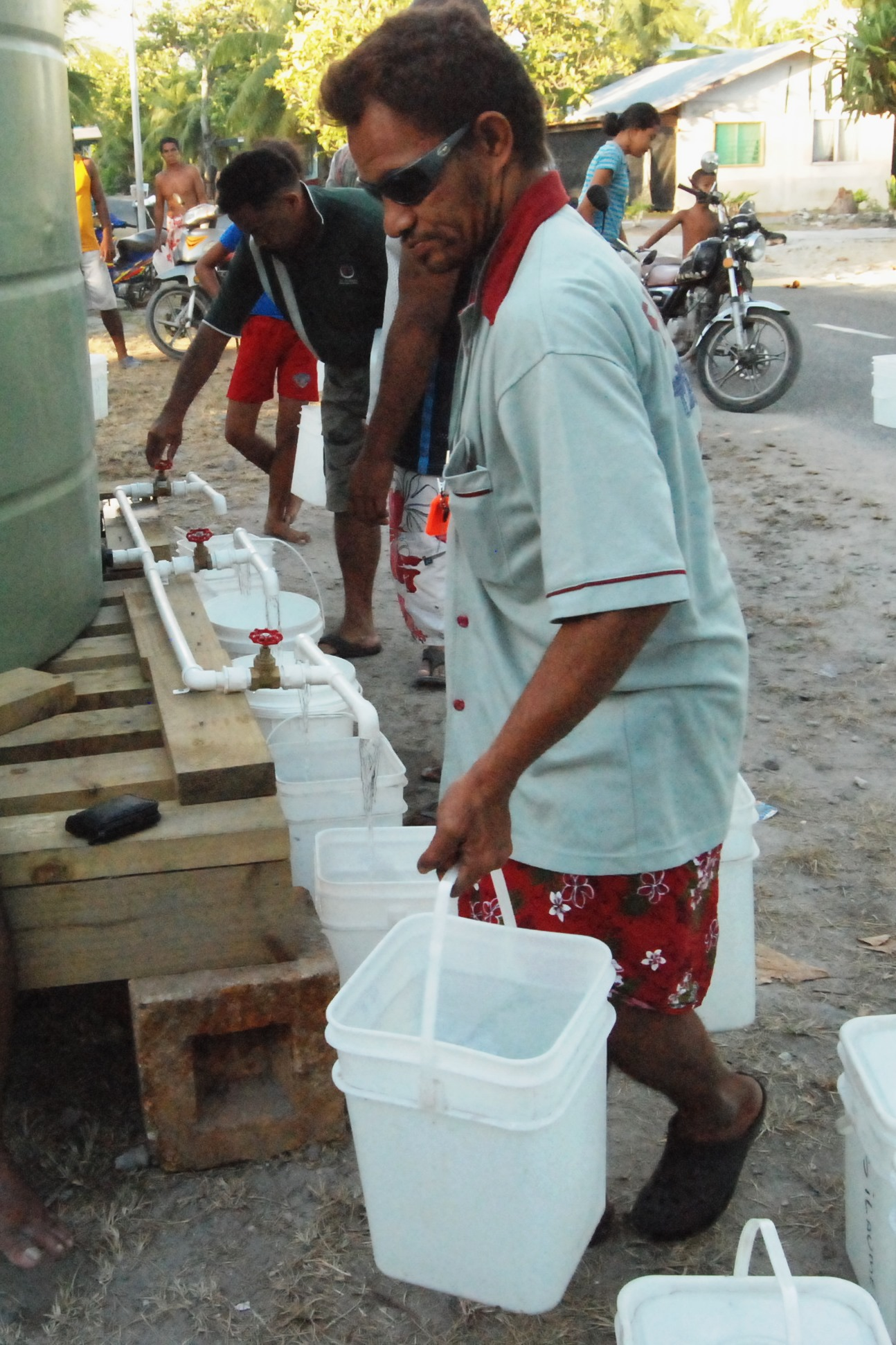
Öffentliche Wasserausgabestelle in Funafuti, Tuvalu 2011 (Department of Foreign Affairs and Trade (Australia), DFAT).

Neuseeland begann am Montag, 3. Oktober 2011 damit, per Luftfracht Nahrungsmittel und Trinkwasser einzufliegen. Die Regierung von Neuseeland hatte vom Foreign Affairs Minister Murray McCully in den vorangegangenen Tagen Nachricht erhalten, dass Tuvalu nur noch Wasservorräte für zwei Tage übrig hatte. Eine C-130 Hercules-Transportmaschine der New Zealand Air Force brachte zwei Meerwasserentsalzung-Anlagen und große Container mit Trinkwasser nach Funafuti. Australien schickte ebenfalls eine Entsalzungsanlage.
Funktionäre von verschiedenen Hilfsorganisationen, unter anderem dem Internationalen Roten Kreuz und dem Roten Kreuz Tuvalu, arbeiteten mit den Regierungen von Neuseeland und Tuvalu zusammen.
Die Regierung von Südkorea finanzierte den Transport von 60.000 Flaschen Wasser von Fidschi nach Tuvalu. Die Regierungen von Australien und Neuseeland reagierten mit der Lieferung von Entsalzungsanlagen und unterstützten die Reparatur der vorhandenen Entsalzungsanlage, die 2006 von Japan geliefert worden war.
Im Nachhinein finanzierte Japan den Kauf einer 100 m³/d-Entsalzungsanlage und von zwei transportablen 10 m³/d-Anlagen als Teil des Pacific Environment Community Progam (PEC). Hilfsprogramme der Europäischen Union 2010 und 2011 und von Australien ermöglichten die Anschaffung weiterer Tanks um die Kapazitäten in den abgelegeneren Insel zu erhöhen als Teil einer langfristigen Lösung für die Speicherung von Trinkwasser. Australien finanzierte ebenfalls die Installation von Wassertanks in Funafuti und den Ausbau eines Dachsammel- und Abflusssystems für Haushalte um mehr Wasser zu sammeln. Im Juli 2012 forderte eine Gesandte der Vereinten Nationen (United Nations Special Rapporteur) die Regierung von Tuvalu auf eine nationale Wasserstrategie zu gestalten um den Zugang zu Trinkwasser und Hygiene zu gewährleisten.